# 長野県道459号東柏原赤塩線
長野県道459号東柏原赤塩線（ながのけんどう459ごう ひがしかしわばらあかしおせん）は、長野県上水内郡飯綱町を通る一般県道。

## 概要

### 路線データ
- 起点：上水内郡飯綱町東柏原
- 終点：上水内郡飯綱町赤塩（長野県道505号三水中野線交点）

## 通過する自治体
- 上水内郡飯綱町

## 交差・接続する道路
- 長野県道362号牟礼永江線 - 上水内郡飯綱町赤塩
- 長野県道505号三水中野線 - 上水内郡飯綱町赤塩（終点）